# WWE 스맥다운
프라이데이 나이트 스맥다운 또는 WWE 스맥다운(WWE SmackDown)은 WWE의 3대 브랜드중의 하나이자, 매주 화요일 혹은 금요일에 방송하고 있는 프로그램이다. 2016년에는 그 동안 생방송 했던 채널인 사이파이에서 NBC유니버셜 케이블의 같은 계열사 USA네트워크로 이적하였다. 2018년 6월 WWE측은 21세기 폭스와의 계약으로 2019년 10월부터 폭스 스포츠에서 이적할 예정이다. 대한민국에서는 iTV 경인방송에서 방영하다가 SBS 스포츠와 Xports로 옮겨 편성하였고 KBS N 스포츠까지 동시편성하다가 결국 폐지되었다. 그 다음해 티캐스트의 계열채널인 FX에서 편성하여 방송하다가 IB 스포츠로 방영권을 옮겨 현재까지 방송하고 있다. 또한 국내 전용 슬로건은 푸른 정글 미국 현지에서 2016년 7월 19일부터 완전히 생방송으로 전환되었다. 한국 현지에서는 WWE와 IB 스포츠와의 파트너십 연장 체결로 2018년 1월 3일부터 한국어 생중계로 전환하여 방송되었다.

## 커미셔너
| 이름        | 날짜                              |
| ----------- | --------------------------------- |
| 셰인 맥마흔 | 2016년 7월 11일 ~ 2019년 1월 17일 |

## 제너럴 매니저
| 이름                      | 날짜                               |
| ------------------------- | ---------------------------------- |
| 스테파니 맥맨             | 2002년 7월 18일 ~ 2003년 10월 19일 |
| 폴 헤이먼                 | 2003년 10월 23일 ~ 2004년 3월 22일 |
| 커트 앵글                 | 2004년 3월 25일 ~ 2004년 7월 22일  |
| 테디 롱                   | 2004년 7월 9일 ~ 2007년 9월 21일   |
| 비키 게레로               | 2007년 9월 28일 ~ 2009년 4월 6일   |
| 테디 롱                   | 2009년 4월 10일 ~ 2012년 4월 1일   |
| 비키 게레로               | 2011년 1월 21일 ~ 2011년 2월 18일  |
| 테디 롱                   | 2004년 7월 9일 ~ 2007년 9월 21일   |
| 존 로리네이티스           | 2012년 4월 2일 ~ 2012년 6월 17일   |
| 임시 단장 (게스트 단장들) | 2012년 6월 22일 ~ 2012년 7월 20일  |
| 부커 T                    | 2012년 8월 3일 ~ 2013년 7월 12일   |
| 테디 롱                   | 2004년 7월 9일 ~ 2007년 9월 21일   |
| 비키 게레로               | 2013년 7월 19일 ~ 2014년 6월 23일  |
| 대니얼 브라이언           | 2016년 7월 19일 ~ 2018년 4월 10일  |
| 페이지                    | 2018년 4월 10일 ~ 2018년 12월 18일 |
| 닉 앨디스                 | 2023년 10월 14일 ~ 현재            |

## 해설자
| 해설자                                                | 날짜                                                                     |
| ----------------------------------------------------- | ------------------------------------------------------------------------ |
| 마이클 콜 & 짐 코르넷                                 | 1999년 4월 29일 (시험 방송)                                              |
| 짐 로스 & 제리 롤러                                   | 1999년 8월 26일 (첫 방송)                                                |
| 마이클 콜 & 제리 롤러                                 | 1999년 9월 2일 ~ 2001년 2월 2001년 11월 ~ 2002년 3월                     |
| 마이클 콜 & 태즈                                      | 2001년 2월 ~ 2001년 6월 2001년 8월 ~ 2001년 10월 2002년 3월 ~ 2006년 6월 |
| 마이클 콜 & 짐 로스                                   | 2001년 7월 ~ 2001년 8월                                                  |
| 마이클 콜 & 폴 헤이먼                                 | 2001년 10월 ~ 2001년 11월                                                |
| 마이클 콜 & 존 "브래드쇼" 레이필드                    | 2006년 6월 16일 ~ 2007년 12월 21일                                       |
| 마이클 콜 & 조나단 코치맨                             | 2008년 1월 4일 ~ 2008년 4월 25일                                         |
| 마이클 콜 & 믹 폴리                                   | 2008년 5월 2일 ~ 2008년 6월 16일                                         |
| 짐 로스 & 믹 폴리                                     | 2008년 6월 23일 ~ 2008년 8월 1일                                         |
| 짐 로스 & 태즈                                        | 2008년 8월 8일 ~ 2009년 4월 3일                                          |
| 짐 로스 & 토드 그리셤                                 | 2009년 4월 10일 ~ 2009년 10월 23일                                       |
| 토드 그리셤 & 매트 스트라이커                         | 2009년 10월 30일 ~ 2010년 9월 24일                                       |
| 토드 그리셤, 마이클 콜 & 매트 스트라이커              | 2010년 10월 1일 ~ 2010년 12월 3일                                        |
| 조쉬 매튜스, 마이클 콜 & 매트 스트라이커              | 2010년 12월 10일 ~ 2011년 1월 28일                                       |
| 조쉬 매튜스, 마이클 콜 & 부커 T                       | 2011년 2월 4일 ~ 2012년 7월 27일                                         |
| 조쉬 매튜스, 마이클 콜                                | 2012년 8월 3일 ~ 2012년 9월 22일                                         |
| 조쉬 매튜스, 존 "브래드쇼" 레이필드(JBL)              | 2012년 9월 29일 ~ 2013년 3월 20일                                        |
| 마이클 콜, 존 "브래드쇼" 레이필드(JBL)                | 2013년 3월 31일 ~ 2014년 8월 16일                                        |
| 마이클 콜, 존 "브래드쇼" 레이필드(JBL), 톰 필립스     | 2014년 8월 23일 ~ 2015년 1월 9일                                         |
| 제리 롤러, 바이런 섹스턴 , 마이클 콜                  | 2015년 1월 15일 ~ 2015년 3월 9일 2015년 4월 16일 2016년 2월 18일         |
| 제리 롤러, 바이런 섹스턴 , 톰 필립스                  | 2015년 4월 2일 ~ 2015년 4월 9일 2015년 4월 23일 ~ 2015년 6월 18일        |
| 제리 롤러, 지미 우소 , 톰 필립스                      | 2016년 6월 25일 ~ 2015년 7월 16일 2015년 7월 30일 ~ 2015년 8월 20일      |
| 톰 필립스, 바이런 섹스턴 , 지미 우소                  | 2015년 7월 23일                                                          |
| 리치 브래넌 , 제리 롤러 , 지미 우소                   | 2015년 8월 27일 ~ 2015년 9월 3일                                         |
| 리치 브래넌 , 제리 롤러 , 부커 T                      | 2015년 9월 10일 ~ 2015년 12월 31일                                       |
| 제리 롤러, 마이클 콜, 부커 T                          | 2015년 12월 22일                                                         |
| 마우로 라날로 , 제리 롤러 , 바이런 색스턴             | 2016년 1월 7일 ~ 2016년 6월 16일 2016년 7월 7일 ~ 2016년 7월 12일        |
| 마우로 라날로 , 제리 롤러                             | 2016년 3월 31일                                                          |
| 마우로 라날로 , 데이빗 오텅가 , 바이런 색스턴         | 2016년 6월 23일 ~ 2016년 6월 30일                                        |
| 마우로 라날로 , 제리 롤러 , 바이런 색스턴 , 마이클 콜 | 2016년 7월 19일                                                          |
| 마우로 라날로 , 존 브래드쇼 레이필드 , 데이빗 오텅가  | 2016년 7월 26일 ~ 2017년 4월 4일                                         |
| 톰 필립스 , 존 브래드쇼 레이필드 , 바이런 색스턴      | 2017년 4월 11일 ~ 현재                                                   |

## 링 아나운서
| 링 아나운서     | 날짜                                                        |
| --------------- | ----------------------------------------------------------- |
| 토니 치멜       | 1999년 4월 ~ 2007년 8월 2009년 10월 ~ 2011년 12월 5일       |
| 저스틴 로버츠   | 2007년 9월 ~ 2009년 10월                                    |
| 릴리안 가르시아 | 2011년 12월 5일 ~ 2014년 10월                               |
| 이든 스틸스     | 2011년 7월 15일 ~ 2011년 11월 11일 2014년 10월 ~ 2016년 6월 |
| 조조            | 2016년 6월 2일 ~ 2016년 7월 19일                            |
| 그렉 헤밀턴     | 2016년 7월 26일 ~ 2021년 10월 22일                          |
| 사만다 어빈     | 2022년 1월 22일 ~ 현재                                      |

## 리커링 세그먼트
| 세그먼트                            | 호스트               | 연도                          |
| ----------------------------------- | -------------------- | ----------------------------- |
| 파이퍼'즈 핏                        | 로디 파이퍼          | 2003년 2005년 ~ 2006년 2010년 |
| $1,000,000 터프이너프               | 알 스노우            | 2004년                        |
| 커트 앵글 인비테이셔널              | 커트 앵글            | 2004년 ~ 2005년               |
| 카페 데 르네                        | 르네 듀프리          | 2004년                        |
| 칼리토´즈 카바나                    | 칼리토               | 2005년 2008년 ~ 2009년        |
| 핍 쇼                               | 크리스챤             | 2005년 2010년 ~ 현재          |
| WWE 디바 서치                       | 더 미즈              | 2006년                        |
| 매스터락 챌린지                     | 크리스 매스터스      | 2007년 2010년 ~ 2011년        |
| 더 커팅 에지                        | 에지                 | 2007년 ~ 2010년 2011년        |
| V.I.P. 라운지                       | 몬텔 본타비우스 포터 | 2007년 ~ 2009년 2010년        |
| 칼리 키스 캠                        | 더 그레이트 칼리     | 2008년 ~ 2009년 2011년        |
| 하이라이트 릴                       | 크리스 제리코        | 2010년 2012년 2016년 ~ 현재   |
| 그루밍 팁스                         | "대싱" 코디 로즈     | 2010년 ~ 2011년               |
| 스트레이트 아우타 브루클린 워드 JTG | JTG                  | 2010년                        |
| 케빈 오웬스 쇼                      | 케빈 오웬스          | 2016년 ~ 현재                 |
| 킹스 카운트                         | 제리 롤러            | 2017년 ~ 현재                 |
| 패션 파일                           | 브리장고             | 2017년 ~ 현재                 |
| 미즈 TV                             | 더 미즈              | 2018년 ~ 현재                 |
| 트루스 TV                           | 알 트루스 & 카멜라   | 2018년 ~ 현재                 |

## 챔피언 현황
| 스맥다운                              | 스맥다운                                  | 스맥다운 | 스맥다운        | 스맥다운                 | 스맥다운                                        |
| 타이틀                                | 챔피언                                    | 역할     | 획득한 날짜     | 획득한 장소              | 전 챔피언                                       |
| ------------------------------------- | ----------------------------------------- | -------- | --------------- | ------------------------ | ----------------------------------------------- |
| WWE 챔피언                            | 코디 로즈                                 | 선역     | 2025년 8월 3일  | WWE 서머슬램 - 2일차     | 존 시나                                         |
| WWE 위민스 챔피언                     | 티파니 스트랫턴                           | 선역     | 2025년 1월 3일  | WWE 스맥다운             | 나이아 잭스                                     |
| WWE 유나이티드 스테이츠 챔피언        | 솔로 시코아                               | 악역     | 2025년 6월 28일 | WWE 나이트 오브 챔피언스 | 제이콥 파투                                     |
| WWE 위민스 유나이티드 스테이츠 챔피언 | 줄리아                                    | 악역     | 2025년 6월 27일 | WWE 스맥다운             | 젤리나 베가                                     |
| WWE 태그팀 챔피언                     | 와이어트 식스 (덱스터 루미스 & 조 게이시) | 악역     | 2025년 7월 11일 | WWE 스맥다운             | 스트리트 프로피츠 (몬테즈 포드 & 안젤로 도킨스) |

## 로스터

### 남성
- 나카무라 신스케
- 더 미즈
- 데미안 프리스트
- 덱스터 루미스
- 드루 매킨타이어
- 랜디 오턴
- 레이 페닉스
- 로만 레인즈
- 모터 시티 머신 건즈
  - 크리스 세이빈
  - 앨릭스 셸리
- 베르토
- 블러드라인
  - 솔로 시코아
  - JC 마테오
  - 타마 통가
  - 통가 로아
  - 탈라 통가
- 산토스 에스코바르
- 스트리트 프로피츠
  - 몬테즈 포드
  - 안젤로 도킨스
- 아폴로 크루즈
- 안드라데
- 알리스터 블랙
- 알 트루스
- 엉클 하우디
- 에릭 로완
- 엔젤
- 제이콥 파투
- 조 게이시
- 존 시나
- 지미 우소
- 카멜로 헤이즈
- 케빈 오웬스
- 코디 로즈
- 프렉시엄
  - 네이선 프레이저
  - 액시엄
- 프리티 데들리
  - 킷 윌슨
  - 엘턴 프린스
- #DIY
  - 토마소 참파
  - 조니 가가노
- LA 나이트

### 여성
- 나이아 잭스
- 니키 크로스
- 미친
- 비앙카 벨레어
- 샬럿 플레어
- 알렉사 블리스
- 알바 파이어
- 제이드 카길
- 젤리나 베가
- 줄리아
- 첼시 그린
- 캔디스 르레
- 타미나
- 티파니 스트랫턴
- 파이퍼 니븐
- B-팹